# Almirante Latorre-klass
Almirante Latorre-klass var en klass av chilenska slagskepp. Klassen omfattade ursprungligen två fartyg, Almirante Latorre och Almirante Cochrane, men endast Almirante Latorre kom att levereras till den chilenska flottan.
Då man i Chile 1908 fick nyheter om det argentinska skeppsbyggnadsprojektet skapade det oro, och 1909 intog man ett program för egen utbyggnad av de marina stridskrafterna, bland annat byggnation av en dreadnought. En tid senare utökades antalet planerade slagskepp till två, 1911 anslogs medel för byggnationen och redan samma år upphandlades konstruktionen varvid anbudet vanns av Armstrong Whitworths varv i Elswick. Fartygen fick först namnen Libertad och Constitution. Efter kölsträckningen döptes de om till Valparaiso och Santiago. Kort därefter ändrades dock namnen till Almirante Latorre och Almirante Cochrane. Almirante Latorre sjösattes i november 1913. Inget av fartygen var dock färdigbyggda vid utbrottet av första världskriget, då det brittiska Amiralitetet gav order om att låta rekvirera att fartyg som var under byggnad för främmande makt. Sedan beslutet godkänts döptes Almirante Latorre 9 september 1914 om till Canada. I samband med detta togs beslut om ett antal ändringar för att fartyget skulle överstämma bättre med brittiska flottans standard. En kraftigare radiostation och ett centralt eldledningssystem för huvudartilleriet installerades och i september 1915 togs hon i bruk av brittiska flottan. Almirante Cochrane som också rekvirerades av britterna kom dock att i stället byggas om till hangarfartyg och tjänstgjorde i brittiska flottan som HMS Eagle. Canada deltog i Skagerrakslaget där hon kom att avlossa drygt 150 projektiler mot fienden. Kort efteråt överfördes hon till stridsreserven och kunde 1917 köpas tillbaka av den ursprungliga beställaren, den chilenska flottan.
Almirante Latorre överfördes i augusti 1920 till chilenska flottan och återfick då sin planerade namn. 1929-1931 undergick hon reparation i Storbritannien. Kort efter återkomsten till Chile var hon inblandad i det myteri som utbröt inom chilenska flottan 1 september 1931. USA gjorde kort efter sitt inträde i andra världskriget ett försök att köpa Almirante Latorre och några andra fartyg, men förhandlingarna strandade. Fartyget kvarstod i aktiv tjänst fram till 1951, och låg därefter som bunkerfartyg vid flottbasen i Talcahuano fram till slutet av 1950-talet. I augusti 1959 ströks hon ur flottans rullor och såldes till skrotning i Japan.